# Eveline MacLaren
Eveline MacLaren (1883 — 1955) tornou-se uma das duas primeiras mulheres graduadas em Direito da Escócia quando, juntamente com Josephine Gordon Stuart, obteve um LLB pela Faculdade de Direito da Universidade de Edinburgh em 1909. MacLaren não se tornou uma advogada, mas esteve muito envolvida com a advocacia no escritório de advocacia de seu pai.
Stuart também obteve o diploma de Master of Arts pela Universidade de Edinburgh em 1904.
MacLaren nunca se casou e tinha cinco irmãs.